# Pitcairnia grafii
Pitcairnia grafii är en gräsväxtart som beskrevs av Werner Rauh. Pitcairnia grafii ingår i släktet Pitcairnia och familjen Bromeliaceae. Inga underarter finns listade i Catalogue of Life.

## Bildgalleri

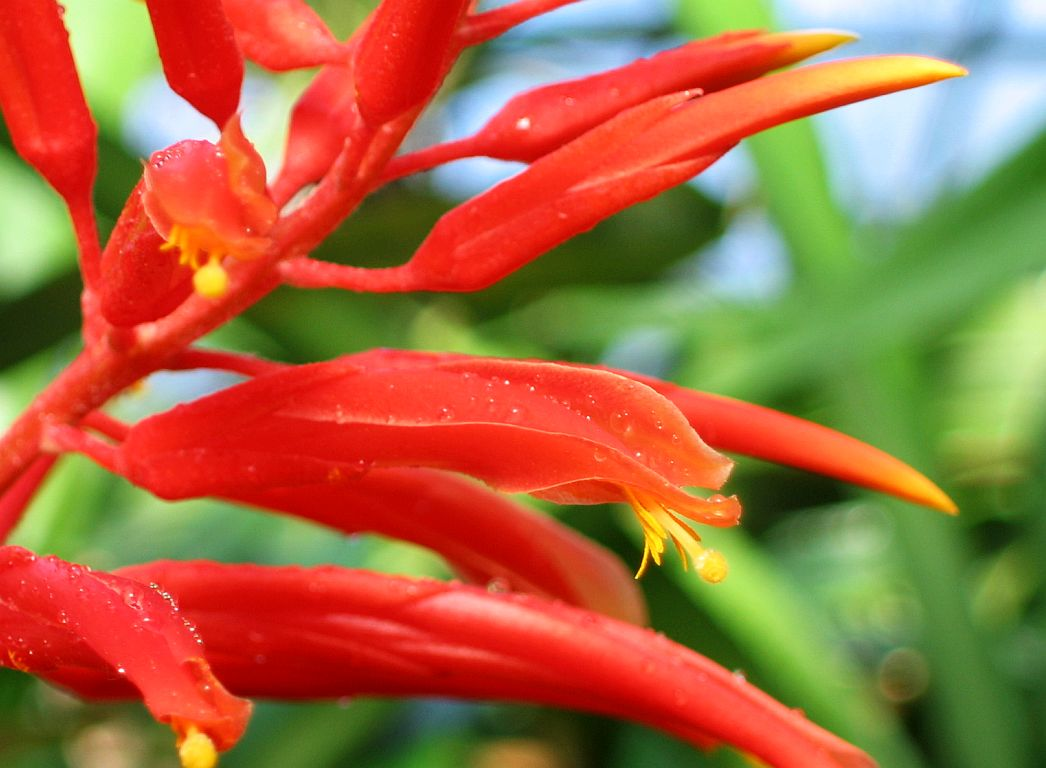